# Pupienus
Pupienus (Marcus Clodius Pupienus Maximus), född cirka 164, död 29 juli 238 i Rom, var romersk kejsare från 22 april 238 till sin död.
Pupienus utsågs till romersk kejsare tillsammans med Balbinus i april 238 av den romerska senaten i dennas försök att avsätta Maximinus Thrax. Maximinus planerade att tåga mot Rom, men avrättades innan dess av sina egna soldater. Under tiden pågick uppror i Rom. Soldater ur praetoriangardet letade upp de båda kejsarna och mördade dem besinningslöst. De fick vara kejsare i 99 dagar.

## Bilder
| - Sestertie med Pupienus porträtt. |